# Paranerita gaudialis
Paranerita gaudialis là một loài bướm đêm thuộc phân họ Arctiinae, họ Erebidae.